# Glyptoglossa namaquensis
Glyptoglossa namaquensis är en skalbaggsart som beskrevs av Louis Albert Péringuey 1904. Glyptoglossa namaquensis ingår i släktet Glyptoglossa och familjen Melolonthidae. Inga underarter finns listade i Catalogue of Life.